# Helsinki Wolverines 2022
Questa voce raccoglie le informazioni riguardanti gli Helsinki Wolverines nelle competizioni ufficiali della stagione 2022.

## Maschile

### Prima squadra

#### Vaahteraliiga 2022

##### Stagione regolare
| Helsinki 20 maggio 2022, ore 18:30 2ª giornata | Helsinki Wolverines | 45 – 6 (17-0 14-0 14-0 0-6) referto | United Newland Crusaders | Velodromo di Helsinki (228 spett.)\| Arbitro: \| V. Lamminsalo \| |
| Arbitro:                                       | V. Lamminsalo       |                                     |                          |                                                                   |

| Helsinki 28 maggio 2022, ore 16:30 3ª giornata | Helsinki Wolverines | 0 – 15 (0-00-6 0-0 0-9) referto | Kuopio Steelers | Velodromo di Helsinki (173 spett.)\| Arbitro: \| M. Immonen \| |
| Arbitro:                                       | M. Immonen          |                                 |                 |                                                                |

| Kotka 9 giugno 2022, ore 18:30 5ª giornata | Kotka Eagles  | 7 – 76 (0-28 0-28 7-7 0-13) referto | Helsinki Wolverines | Karhulan keskuskenttä (200 spett.)\| Arbitro: \| V. Lamminsalo \| |
| Arbitro:                                   | V. Lamminsalo |                                     |                     |                                                                   |

| Helsinki 16 giugno 2022, ore 18:30 6ª giornata | Helsinki Roosters | 13 – 26 (0-0 7-7 6-7 0-12) referto | Helsinki Wolverines | Velodromo di Helsinki (560 spett.)\| Arbitro: \| V. Lamminsalo \| |
| Arbitro:                                       | V. Lamminsalo     |                                    |                     |                                                                   |

| Kuopio 2 luglio 2022, ore 16:30 7ª giornata | Kuopio Steelers | 13 – 12 (0-0 7-6 0-0 6-6) referto | Helsinki Wolverines | Väinölänniemen stadion (477 spett.)\| Arbitro: \| M. Makarainen \| |
| Arbitro:                                    | M. Makarainen   |                                   |                     |                                                                    |

| Seinäjoki 9 luglio 2022, ore 16:30 8ª giornata | Seinäjoki Crocodiles | 34 – 36 (d.t.s.) (0-7 7-7 14-0 7-14 6-8) referto | Helsinki Wolverines | Wirokit Stadion (493 spett.)\| Arbitro: \| V. Lamminsalo \| |
| Arbitro:                                       | V. Lamminsalo        |                                                  |                     |                                                             |

| Porvoo 14 luglio 2022, ore 18:30 9ª giornata | Porvoon Butchers | 34 – 48 (6-7 14-14 0-14 14-13) referto | Helsinki Wolverines | Porvoon Keskuskenttä (336 spett.)\| Arbitro: \| V. Lamminsalo \| |
| Arbitro:                                     | V. Lamminsalo    |                                        |                     |                                                                  |

| Helsinki 21 luglio 2022, ore 18:30 10ª giornata | Helsinki Wolverines | 6 – 11 (0-0 6-2 0-7 0-2) referto | Helsinki Roosters | Velodromo di Helsinki (437 spett.)\| Arbitro: \| M. Immonen \| |
| Arbitro:                                        | M. Immonen          |                                  |                   |                                                                |

| Helsinki 31 luglio 2022, ore 16:30 11ª giornata | Helsinki Wolverines | 38 – 20 (14-7 7-7 7-6 10-0) referto | Porvoon Butchers | Velodromo di Helsinki (223 spett.)\| Arbitro: \| M. Makarainen \| |
| Arbitro:                                        | M. Makarainen       |                                     |                  |                                                                   |

| Helsinki 6 agosto 2022, ore 16:30 12ª giornata | Helsinki Wolverines | 20 – 25 (7-7 0-6 0-6 13-6) referto | Seinäjoki Crocodiles | Velodromo di Helsinki (178 spett.)\| Arbitro: \| M. Immonen \| |
| Arbitro:                                       | M. Immonen          |                                    |                      |                                                                |

| Helsinki 18 agosto 2022, ore 17:30 14ª giornata | Helsinki Wolverines | 72 – 0 (28-0 21-0 0-0 23-0) referto | Kotka Eagles | Velodromo di Helsinki (124 spett.)\| Arbitro: \| M. Makarainen \| |
| Arbitro:                                        | M. Makarainen       |                                     |              |                                                                   |

| Lohja 25 agosto 2022, ore 18:30 15ª giornata | United Newland Crusaders | 20 – 34 (7-7 0-13 7-7 6-7) referto | Helsinki Wolverines | Harjun kenttä (136 spett.)\| Arbitro: \| V. Lamminsalo \| |
| Arbitro:                                     | V. Lamminsalo            |                                    |                     |                                                           |

##### Playoff
| Vantaa 3 settembre 2022, ore 18:30 Semifinale | Helsinki Wolverines | 21 – 28 (0-0 7-6 7-15 7-7) referto | Seinäjoki Crocodiles | Myyrmäen jalkapallostadion (290 spett.)\| Arbitro: \| Janhuba \| |
| Arbitro:                                      | Janhuba             |                                    |                      |                                                                  |

#### Statistiche di squadra
| Competizione      | %Vittorie | In casa | In casa | In casa | In casa | In casa | In casa | In trasferta | In trasferta | In trasferta | In trasferta | In trasferta | In trasferta | Totale | Totale | Totale | Totale | Totale | Totale |
| Competizione      | %Vittorie | G       | V       | N       | P       | Pf      | Ps      | G            | V            | N            | P            | Pf           | Ps           | G      | V      | N      | P      | Pf     | Ps     |
| ----------------- | --------- | ------- | ------- | ------- | ------- | ------- | ------- | ------------ | ------------ | ------------ | ------------ | ------------ | ------------ | ------ | ------ | ------ | ------ | ------ | ------ |
| Stagione regolare | .667      | 6       | 3       | 0       | 3       | 181     | 77      | 6            | 5            | 0            | 1            | 232          | 121          | 12     | 8      | 0      | 4      | 413    | 198    |
| Playoff           | .000      | 1       | 0       | 0       | 1       | 21      | 28      | 0            | 0            | 0            | 0            | 0            | 0            | 1      | 0      | 0      | 1      | 21     | 28     |
| Totale            | .615      | 7       | 3       | 0       | 4       | 202     | 105     | 6            | 5            | 0            | 1            | 232          | 121          | 13     | 8      | 0      | 5      | 434    | 226    |

#### Statistiche personali

##### Marcatori
| Giocatore   | Ruolo | TD rush | TD recv | TD int | TD p.ret | TD k.ret | TD oth | Xp1  | Xp2 | FG | Saf | Totale |
| ----------- | ----- | ------- | ------- | ------ | -------- | -------- | ------ | ---- | --- | -- | --- | ------ |
| Harris      |       | 15+1    | 0       | 0      | 0        | 0        | 0      | 0    | 0   | 0  | 0   | 96     |
| Sagne       |       | 0       | 8+2     | 0      | 0        | 0        | 0      | 0    | 0   | 0  | 0   | 60     |
| Long        |       | 0       | 9       | 0      | 0        | 0        | 0      | 0    | 0   | 0  | 0   | 54     |
| Jokinen     |       | 0       | 0       | 0      | 0        | 0        | 0      | 43+3 | 0   | 1  | 0   | 49     |
| El Ouacef   |       | 6       | 0       | 0      | 0        | 0        | 0      | 0    | 0   | 0  | 0   | 36     |
| Slater      |       | 0       | 0       | 2      | 1        | 0        | 1      | 0    | 0   | 0  | 0   | 24     |
| Young       |       | 3       | 0       | 0      | 0        | 0        | 0      | 0    | 1   | 0  | 0   | 20     |
| M. Emos     |       | 0       | 3       | 0      | 0        | 0        | 0      | 0    | 0   | 0  | 0   | 18     |
| M. Tuominen |       | 0       | 3       | 0      | 0        | 0        | 0      | 0    | 0   | 0  | 0   | 18     |
| J. Alakoski |       | 0       | 2       | 0      | 0        | 0        | 0      | 0    | 0   | 0  | 0   | 12     |
| N. Kantonen |       | 0       | 2       | 0      | 0        | 0        | 0      | 0    | 0   | 0  | 0   | 12     |
| Pulkkinen   |       | 0       | 0       | 0      | 0        | 0        | 0      | 7    | 0   | 1  | 0   | 10     |
| Irvin       |       | 0       | 0       | 0      | 1        | 0        | 0      | 0    | 0   | 0  | 0   | 6      |
| J. Kordus   |       | 0       | 0       | 1      | 0        | 0        | 0      | 0    | 0   | 0  | 0   | 6      |
| Lugora      |       | 1       | 0       | 0      | 0        | 0        | 0      | 0    | 0   | 0  | 0   | 6      |
| A. Reels    |       | 0       | 0       | 1      | 0        | 0        | 0      | 0    | 0   | 0  | 0   | 6      |
| Team        |       | 0       | 0       | 0      | 0        | 0        | 0      | 0    | 0   | 0  | 1   | 2      |

##### Passer rating
| Giocatore | G    | Att    | Comp  | Int | Yds      | TD   | NFL    | NCAA   |
| --------- | ---- | ------ | ----- | --- | -------- | ---- | ------ | ------ |
| Harris    | 12+1 | 220+13 | 131+6 | 4+1 | 2048+125 | 26+2 | 120,58 | 172,50 |
| Laalo     | 3    | 18     | 4     | 0   | 79       | 1    | 63,89  | 77,42  |
| El Ouacef | 1    | 1      | 1     | 0   | -1       | 0    |        |        |

### Seconda squadra

#### II-divisioona 2022

##### Stagione regolare
| Helsinki 5 giugno 2022, ore 17:00 1ª giornata | Helsinki Wolverines Blue | 18 – 7 | Hämeenlinna Tigers | Velodromo di Helsinki |

| Helsinki 14 giugno 2022, ore 17:30 2ª giornata | Helsinki Wolverines Blue | 14 – 8 | East City Giants | Velodromo di Helsinki |

| Helsinki 19 giugno 2022, ore 16:00 3ª giornata | Helsinki Wolverines Blue | 36 – 8 | Lappeenranta Razorbacks | Velodromo di Helsinki |

| Kuusankoski 9 luglio 2022, ore 14:00 4ª giornata | Kuusankoski Cowboys | 34 – 0 | Helsinki Wolverines Blue | Kuusankosken Pallokenttä |

| Rusko 23 luglio 2022, ore 14:00 6ª giornata | Turku Trojans | 6 – 30 | Helsinki Wolverines Blue | Ruskon KHT |

| Hyvinkää 30 luglio 2022, ore 12:00 7ª giornata | Hyvinkää Falcons | 16 – 44 | Helsinki Wolverines Blue | Urheilupuisto |

##### Playoff
| Helsinki 7 agosto 2022, ore 16:00 Quarti di finale | Helsinki Wolverines Blue | 22 – 8 | Mikkeli Bouncers | Velodromo di Helsinki |

| Oulu 14 agosto 2022, ore 12:30 Semifinale | Oulu Northern Lights | 50 – 56 (d.t.s.) | Helsinki Wolverines Blue | Castrenin urheilukeskus |

| Pirkkala 20 agosto 2022, ore 16:00 Rautamalja | Pirkkala Spartans | 3 – 14 | Helsinki Wolverines Blue | Pirkkalan keskuskenttä |

#### Statistiche di squadra
| Competizione      | %Vittorie | In casa | In casa | In casa | In casa | In casa | In casa | In trasferta | In trasferta | In trasferta | In trasferta | In trasferta | In trasferta | Totale | Totale | Totale | Totale | Totale | Totale |
| Competizione      | %Vittorie | G       | V       | N       | P       | Pf      | Ps      | G            | V            | N            | P            | Pf           | Ps           | G      | V      | N      | P      | Pf     | Ps     |
| ----------------- | --------- | ------- | ------- | ------- | ------- | ------- | ------- | ------------ | ------------ | ------------ | ------------ | ------------ | ------------ | ------ | ------ | ------ | ------ | ------ | ------ |
| Stagione regolare | .833      | 3       | 3       | 0       | 0       | 68      | 23      | 3            | 2            | 0            | 1            | 74           | 56           | 6      | 5      | 0      | 1      | 142    | 79     |
| Playoff           | 1.000     | 1       | 1       | 0       | 0       | 22      | 8       | 2            | 2            | 0            | 0            | 70           | 53           | 3      | 3      | 0      | 0      | 92     | 61     |
| Totale            | .889      | 4       | 4       | 0       | 0       | 90      | 31      | 5            | 4            | 0            | 1            | 144          | 109          | 9      | 8      | 0      | 1      | 234    | 140    |

### Terza squadra

#### III-divisioona 2022

##### Stagione regolare
| Helsinki 4 giugno 2022 1ª giornata | Helsinki Wolverines Pink | 30 – 36 | Porvoon Teurastajat |  |

| Helsinki 4 giugno 2022 1ª giornata | Vaasa Vikings | 16 – 28 | Helsinki Wolverines Pink |  |

#### Statistiche di squadra
| Competizione      | %Vittorie | In casa | In casa | In casa | In casa | In casa | In casa | In trasferta | In trasferta | In trasferta | In trasferta | In trasferta | In trasferta | Totale | Totale | Totale | Totale | Totale | Totale |
| Competizione      | %Vittorie | G       | V       | N       | P       | Pf      | Ps      | G            | V            | N            | P            | Pf           | Ps           | G      | V      | N      | P      | Pf     | Ps     |
| ----------------- | --------- | ------- | ------- | ------- | ------- | ------- | ------- | ------------ | ------------ | ------------ | ------------ | ------------ | ------------ | ------ | ------ | ------ | ------ | ------ | ------ |
| Stagione regolare | .500      | 1       | 0       | 0       | 1       | 30      | 36      | 1            | 1            | 0            | 0            | 28           | 16           | 2      | 1      | 0      | 1      | 58     | 52     |
| Totale            | .500      | 1       | 0       | 0       | 1       | 30      | 36      | 1            | 1            | 0            | 0            | 28           | 16           | 2      | 1      | 0      | 1      | 58     | 52     |

## Femminile

### Prima squadra

#### Naisten Vaahteraliiga 2022

##### Stagione regolare
| Helsinki 15 maggio 2022, ore 12:00 1ª giornata | Helsinki Wolverines | 14 – 0 (0-0 8-0 6-0 0-0) referto | Turku Trojans | Velodromo di Helsinki\| Arbitro: \| J. Kalevo \| |
| Arbitro:                                       | J. Kalevo           |                                  |               |                                                  |

| Lohja 21 maggio 2022, ore 13:00 2ª giornata | Lohja Lionesses | 6 – 82 (6-8 0-28 0-30 0-16) referto | Helsinki Wolverines | Harjun nurmikenttä (250 spett.)\| Arbitro: \| J. Lehtinen \| |
| Arbitro:                                    | J. Lehtinen     |                                     |                     |                                                              |

| Helsinki 29 maggio 2022, ore 12:00 3ª giornata | Helsinki Wolverines | 32 – 0 (6-0 20-0 6-0 0-0) referto | Mikkeli Bouncers | Velodromo di Helsinki (59 spett.)\| Arbitro: \| R-V Suojanen \| |
| Arbitro:                                       | R-V Suojanen        |                                   |                  |                                                                 |

| Helsinki 12 giugno 2022, ore 18:00 4ª giornata | Helsinki Wolverines | 46 – 16 (8-8 22-0 0-0 16-8) referto | Tampere Saints | Velodromo di Helsinki\| Arbitro: \| K. Lahtinen \| |
| Arbitro:                                       | K. Lahtinen         |                                     |                |                                                    |

| Helsinki 19 giugno 2022, ore 12:00 5ª giornata | Helsinki Wolverines | 46 – 6 (18-6 16-0 12-0 0-0) referto | West Coast Phoenix | Velodromo di Helsinki (70 spett.)\| Arbitro: \| J. Kalliokoski \| |
| Arbitro:                                       | J. Kalliokoski      |                                     |                    |                                                                   |

| Helsinki 1º luglio 2022, ore 18:30 6ª giornata | Helsinki Wolverines | 48 – 20 (16-0 16-14 16-6 0-0) referto | Lohja Lionesses | Velodromo di Helsinki (45 spett.)\| Arbitro: \| K. Kivimaa \| |
| Arbitro:                                       | K. Kivimaa          |                                       |                 |                                                               |

| Turku 9 luglio 2022, ore 13:00 7ª giornata | Turku Trojans | 6 – 22 (0-8 6-8 0-0 0-6) referto | Helsinki Wolverines | Yläkenttä (121 spett.)\| Arbitro: \| K. Lahtinen \| |
| Arbitro:                                   | K. Lahtinen   |                                  |                     |                                                     |

| Mikkeli 17 luglio 2022, ore 14:00 8ª giornata | Mikkeli Bouncers | 0 – 50 (0-6 0-6 0-24 0-14) referto | Helsinki Wolverines | Urpolan tekonurmi (70 spett.)\| Arbitro: \| J-P Schroderus \| |
| Arbitro:                                      | J-P Schroderus   |                                    |                     |                                                               |

| Raisio 24 luglio 2022, ore 14:02 9ª giornata | West Coast Phoenix | 20 – 42 (7-14 0-14 7-8 6-6) referto | Helsinki Wolverines | Kerttulan urheilukenttä (30 spett.) |

| Tampere 20 agosto 2022, ore 12:00 10ª giornata | Tampere Saints | 20 – 55 (8-14 0-13 6-15 6-13) referto | Helsinki Wolverines | Pyynikin urheilukenttä (125 spett.)\| Arbitro: \| J. Kalevo \| |
| Arbitro:                                       | J. Kalevo      |                                       |                     |                                                                |

##### Playoff
| Helsinki 27 agosto 2022, ore 12:00 Semifinale | Helsinki Wolverines | 26 – 0 (0-0 20-0 6-0 0-0) referto | Mikkeli Bouncers | Velodromo di Helsinki (132 spett.)\| Arbitro: \| Lehtinen \| |
| Arbitro:                                      | Lehtinen            |                                   |                  |                                                              |

| Arbitri: | M. Makarainen K. Vuotilainen M. Saarijarvi O. Tikkanen M. Viitanen |

|  |           | |
|  | Marcatori | Pulkkinen 6':05" Q2 (FG) 24yd run Nirhamo 0':14" Q2 (TD) 6yd pass from J. Hakkarainen J. Hakkarainen 6':51" Q3 (TD) 1yd run Pulkkinen Q3 (pat) E. Saastamoinen 0':15" Q3 (TD) 8yd pass from J. Hakkarainen Pulkkinen Q3 (pat) |

#### Statistiche di squadra
| Competizione      | %Vittorie | In casa | In casa | In casa | In casa | In casa | In casa | In trasferta | In trasferta | In trasferta | In trasferta | In trasferta | In trasferta | Totale | Totale | Totale | Totale | Totale | Totale |
| Competizione      | %Vittorie | G       | V       | N       | P       | Pf      | Ps      | G            | V            | N            | P            | Pf           | Ps           | G      | V      | N      | P      | Pf     | Ps     |
| ----------------- | --------- | ------- | ------- | ------- | ------- | ------- | ------- | ------------ | ------------ | ------------ | ------------ | ------------ | ------------ | ------ | ------ | ------ | ------ | ------ | ------ |
| Stagione regolare | 1.000     | 5       | 5       | 0       | 0       | 186     | 42      | 5            | 5            | 0            | 0            | 251          | 52           | 10     | 10     | 0      | 0      | 437    | 94     |
| Playoff           | .500      | 2       | 1       | 0       | 1       | 26      | 23      | 0            | 0            | 0            | 0            | 0            | 0            | 2      | 1      | 0      | 1      | 26     | 23     |
| Totale            | .400      | 7       | 6       | 0       | 1       | 212     | 65      | 5            | 5            | 0            | 0            | 251          | 86           | 52     | 11     | 0      | 1      | 463    | 117    |

#### Statistiche personali

##### Marcatrici
| Giocatore       | Ruolo | TD rush | TD recv | TD int | TD p.ret | TD k.ret | TD oth | Xp1 | Xp2 | FG | Saf | Totale |
| --------------- | ----- | ------- | ------- | ------ | -------- | -------- | ------ | --- | --- | -- | --- | ------ |
| Jääskelä        |       | 15+1    | 0       | 0      | 0        | 0        | 0      | 0   | 8   | 0  | 0   | 112    |
| Söderholm       |       | 14      | 2       | 0      | 0        | 0        | 0      | 0   | 8   | 0  | 0   | 112    |
| Martola         |       | 7       | 3+2     | 0      | 0        | 0        | 0      | 0   | 3   | 0  | 0   | 78     |
| Jarn            |       | 0       | 7       | 0+1    | 0        | 0        | 0      | 0   | 6   | 0  | 0   | 60     |
| Kuusinen        |       | 4       | 0       | 0      | 0        | 0        | 0      | 0   | 1   | 0  | 0   | 26     |
| Kangas          |       | 0       | 3       | 0      | 0        | 0        | 0      | 0   | 0   | 0  | 0   | 18     |
| S. Benson       |       | 0       | 0       | 0      | 0        | 0        | 0      | 5+2 | 1   | 0  | 0   | 9      |
| L. Ainamo       |       | 1       | 0       | 0      | 0        | 0        | 0      | 0   | 1   | 0  | 0   | 8      |
| N. Aho          |       | 0       | 1       | 0      | 0        | 0        | 0      | 0   | 0   | 0  | 0   | 6      |
| J. Hautamaki    |       | 1       | 0       | 0      | 0        | 0        | 0      | 0   | 0   | 0  | 0   | 6      |
| Kosonen         |       | 0       | 0       | 0      | 0        | 0        | 0      | 0   | 3   | 0  | 0   | 6      |
| S. Ramela       |       | 1       | 0       | 0      | 0        | 0        | 0      | 0   | 0   | 0  | 0   | 6      |
| A. Ruotsalainen |       | 0       | 0       | 1      | 0        | 0        | 0      | 0   | 0   | 0  | 0   | 6      |
| V. Holmqvist    |       | 0       | 0       | 0      | 0        | 0        | 0      | 0   | 1   | 0  | 0   | 2      |
| Välimäki        |       | 0       | 0       | 0      | 0        | 0        | 0      | 0   | 1   | 0  | 0   | 2      |
| Team            |       | 0       | 0       | 0      | 0        | 0        | 0      | 0   | 0   | 0  | 1   | 2      |

##### Passer rating
| Giocatore | G   | Att   | Comp | Int | Yds    | TD  | NFL    | NCAA   |
| --------- | --- | ----- | ---- | --- | ------ | --- | ------ | ------ |
| Söderholm | 8+2 | 71+13 | 37+7 | 1+0 | 636+73 | 8+2 | 115,53 | 160,19 |
| Kosonen   | 5+2 | 43+14 | 16+5 | 1+0 | 184+39 | 6+0 | 76,86  | 100,93 |
| Lappi     | 2   | 5     | 3    | 0   | 64     | 1   |        |        |
| Tiainen   | 2   | 3     | 1    | 0   | 15     | 1   |        |        |

### Seconda squadra

#### Naisten I-divisioona 2022

##### Stagione regolare
| Vaasa 21 maggio 2022, ore 12:00 1ª giornata | Wasa Royals | 7 – 6 | Helsinki Wolverines Blue | Botniahallin ulkokenttä |

| Helsinki 26 maggio 2022, ore 14:30 2ª giornata | Helsinki Wolverines Blue | 44 – 12 | Helsinki Roosters | Velodromo di Helsinki |

| Helsinki 17 giugno 2022, ore 18:30 4ª giornata | Helsinki Wolverines Blue | 18 – 6 | Kotka Eagles | Velodromo di Helsinki |

| Jyväskylä 3 luglio 2022, ore 14:00 5ª giornata | Jyväskylä Jaguars | 31 – 14 | Helsinki Wolverines Blue | Säynätsalon Tekonurmi |

| Oulu 9 luglio 2022, ore 12:30 6ª giornata | Oulu Northern Lights | 48 – 0 | Helsinki Wolverines Blue | Castrenin urheilukeskus |

#### Statistiche di squadra
| Competizione      | %Vittorie | In casa | In casa | In casa | In casa | In casa | In casa | In trasferta | In trasferta | In trasferta | In trasferta | In trasferta | In trasferta | Totale | Totale | Totale | Totale | Totale | Totale |
| Competizione      | %Vittorie | G       | V       | N       | P       | Pf      | Ps      | G            | V            | N            | P            | Pf           | Ps           | G      | V      | N      | P      | Pf     | Ps     |
| ----------------- | --------- | ------- | ------- | ------- | ------- | ------- | ------- | ------------ | ------------ | ------------ | ------------ | ------------ | ------------ | ------ | ------ | ------ | ------ | ------ | ------ |
| Stagione regolare | .400      | 2       | 2       | 0       | 0       | 62      | 18      | 3            | 0            | 0            | 3            | 20           | 86           | 5      | 2      | 0      | 3      | 82     | 104    |
| Totale            | .400      | 2       | 2       | 0       | 0       | 62      | 18      | 3            | 0            | 0            | 3            | 20           | 86           | 5      | 2      | 0      | 3      | 82     | 104    |